# 華芸妃
張雅群（華芸妃）（英文：Chang ya chun，又名：巧克力米粒，2002年8月21日—2015年10月6日），臺灣網路作家，桃園縣出身。自2012年開始在網路上寫作，2014年5月創立巧克力の小說堂正式連載作品，因出生即罹患先天性心臟病，從小由主治張醫生操刀，陸續經歷十餘場手術。最後在2015年8月24日手術後，於2015年10月6日在台大醫院兒童醫院加護病房逝世。
同年10月13日 母親依其遺願將原本籌措的術後美容經費新台幣三十萬元捐出，於內壢國中設立張雅群獎助學金，內容為幫助校內身障與績優貧寒學生。希望能夠藉此拋磚引玉，引起社會共鳴，讓大家一起來關心及重視清寒及弱勢身心障礙的學童。

## 生平
張雅群，獅子座。喜歡看小說及古裝連續劇。
喜歡收集Hello kitty。
偶像是李晟、林心如，因為具有古典美女形象。
夢想是想要成為小說家及編劇家。希望未來能達到瓊瑤般的境界，所以努力鑽研國文和歷史。
從小崇拜姊姊張芝琳擅於電腦插畫繪圖，姊妹感情深厚。本來兩人約定好張雅群於2015年八月的此次心臟手術完全矯正後，妹妹寫小說，姊姊畫插畫出版上市，也計劃好妹妹朝烘培的項目學習，長大後開咖啡廳，姊姊負責裝潢設計圖案，所有的夢想卻因為張雅群的手術失敗而告停擺。
張雅群在出生的第23天即在馬偕醫院開第一次刀。之後經由馬偕的醫生轉介，改由台大兒童醫院心臟外科張醫生定期追蹤看診，至往生為止，前後歷經大小十餘次手術。九歲那年，經由術前的評估，原本醫生說可以完全矯治，術後卻沒如預期。最後這次手術的術前評估，醫生說可以完全矯治，所以建議開刀，沒想到熱愛生命、充滿理想的一條年輕生命卻從此殞落。所以，張雅群有數篇小說只寫到一半，卻等不到執筆的主人回來完成。

## 墓園地
台灣創價協會的華山會館（慈恩堂）。

## 張雅群獎助學金
2015年10月13日在市議員葉明月的見證下，於內壢國中成立
2016年1月18日 於內壢國中頒發第一屆張雅群獎助學金，在內壢國中林祺文校長見證下由張雅群母親劉月菊女士親自頒發，共有15名學生受獎。
2016年張雅群獎學金第二次頒發，於105年6月21日在內壢國中校史館，由母親劉月菊女士及林校長祺文先生頒獎。共有15名學生受獎。
2017年張雅群獎學金第三次頒發，於106年1月4日在內壢國中校史館，由林校長祺文先生頒獎。共有15名學生受獎。
2017年張雅群獎學金第四次頒發，於106年6月21日在內壢國中校史館，由母親劉月菊女士及林校長祺文先生頒獎。共有15名學生受獎。
2017年張雅群獎學金第五次頒發，於106年12月29日在內壢國中校史館，由母親劉月菊女士及林校長祺文先生頒獎。共有15名學生受獎。
2018年張雅群獎學金第六次頒發，於107年6月22日在內壢國中閱覽室，由母親劉月菊女士及林校長祺文先生頒獎。共有15名學生受獎。
2018年張雅群獎學金第七次頒發，於107年12月26日在內壢國中閱覽室，由母親劉月菊女士及林校長祺文先生頒獎。共有15名學生受獎。
2019年張雅群獎學金第八次頒發，於108年6月17日在內壢國中閱覽室，由母親劉月菊女士及林校長祺文先生頒獎。共有15名學生受獎。
2020年張雅群獎學金第九次頒發，於109年1月8日在內壢國中閱覽室，由母親劉月菊女士及林校長祺文先生頒獎。共有15名學生受獎。
2020年張雅群獎學金第十次頒發，於109年7月1日在內壢國中圖書室，由母親劉月菊女士及林校長祺文先生頒獎。共有15名學生受獎。
2021年張雅群獎學金第十一次頒發，於110年1月15日在內壢國中圖書室，由母親劉月菊女士及吳主任頒獎。共有15名學生受獎。
2021年張雅群獎學金因疫情關係，原定110年7月之張雅群獎助學金暫停頒發乙次。
2022年張雅群獎學金因疫情關係，原定111年1月之張雅群獎助學金暫停頒發乙次。
2022年張雅群獎學金第十二次頒發因疫情關係，於111年6月由學生在內壢國中簽領，由註冊組長李慧琦老師頒獎。共有15名學生受獎。
2023年張雅群獎學金第十三次頒發，於112年3月14日在內壢國中閱覽室由詹青艷老師主持，由母親劉月菊女士及陳秋貝主任頒獎。
共有15名學生受獎名單(資源班13名加普通班2名)
1.806曾Ｏ柏　　2.708林Ｏ龍 
7.808王Ｏ彥　　8.815蔡Ｏ亨
9.802蕭陳Ｏ盛　10.812吳Ｏ霆 
11.710羅Ｏ宏　 12.703冷Ｏ恩
13.808蔡Ｏ明　 14.719劉Ｏ麟
15.717葉Ｏ哲
2023年張雅群獎學金第十四次頒發，於112年8月9日在內壢國中，由詹青艷老師頒獎。
1.704朱Ｏ鋐　2.706林Ｏ齊  3.707游Ｏ樺　4.708林Ｏ龍  5.708張Ｏ伊　6.715許Ｏ恩  7.802蕭陳Ｏ盛　8.802曾Ｏ婷
9.803謝Ｏ元　　10.803陳Ｏ偉  11.808王Ｏ彥　 12.812吳Ｏ霆  13.815蔡Ｏ亨   14.719劉Ｏ麟  15.717葉Ｏ哲
2024年張雅群獎學金第十五次頒發，於113年1月11日在內壢國中閱覽室，由母親劉月菊女士及陳秋貝校長頒獎。共有15名學生受獎。
1.915蔡Ｏ亨 2.908王Ｏ彥 3.906曾Ｏ柏 4.703吳Ｏ豪 5.916廖Ｏ鋒 6.709葉Ｏ芠 7.808林Ｏ龍 8.818賴Ｏ禮 9.902蕭陳Ｏ盛10.815許Ｏ恩 11.90111楊Ｏ閎 12.91204呂Ｏ祐 13.2036詹Ｏ媗 14.71201巫Ｏ澤 15.81914劉Ｏ麟
2024年張雅群獎學金第十六次頒發，於113年6月4日在內壢國中閱覽室，由母親劉月菊女士及陳秋貝校長頒獎。共有15名學生受獎。
2025年張雅群獎學金第十七次頒發，於113年1月3日在內壢國中圖書館，由母親劉月菊女士及鄭如玲校長頒獎。共有15名學生受獎。
2025年張雅群獎學金第十八次頒發，於113年6月18日在內壢國中美術教室，由母親劉月菊女士及鄭如玲校長頒獎。共有15名學生受獎。